# Лествицын, Вадим Иванович
Вадим Иванович Лествицын (15 августа 1827, Арефино, Ярославская губерния — 24 декабря 1889, Ярославль) — русский археолог и библиофил, педагог, краевед Ярославской губернии.

## Биография
Родился 15 августа 1827 года в селе Арефино (ныне — в Рыбинском районе Ярославской области) в семье священника. Окончил Ярославскую духовную семинарию, затем Московскую духовную академию, курс которой окончил кандидатом в 1848 году.
В том же году он был назначен преподавателем истории в Варшавское духовное училище, где и состоял по 1851 год. Одновременно он преподавал историю ученикам «Валаамской семинарии», состоявшим в Варшавском архиерейском хоре. Уже в это время он почувствовал склонность к научно-литературным занятиям и в 1851 году напечатал в «Отечественных записках» две статьи: «Истукан Святовица, найденный в Подолии» и «Солнечное затмение в Варшаве».
Желая заниматься русскою археологиею на родине, Лествицын просил духовное учебное управление перевести его преподавателем в Ярославскую семинарию или, по крайней мере, в какую-либо внутреннюю губернию, но просьба его не была уважена, и Лествицын в 1851 году оставил должность преподавателя и временно поселился в селе Сменцово Ярославской губернии. Проезжая на родину через Москву в декабре этого года, он познакомился с М. П. Погодиным и передал ему своё исследование об ятвягах, которое не было напечатано. В 1852 году он ездил в Москву с целью найти там место постоянного сотрудника в редакции какой-либо газеты или журнала, но надежды его не оправдались, и он вынужден был обратиться с просьбою к обер-прокурору Святейшего Синода или определить его преподавателем в Ярославскую семинарию или уволить из духовного звания; последнее состоялось в 1854 году.
После долгих мытарств и скитаний Лествицын сделался чиновником «Газетного стола» в Ярославском губернском управлении и с 1856 года до конца жизни был начальником того же стола и редактором «Ярославских губернских ведомостей». Владел большим рукописным собранием и богатой библиотекой (перешли к И. А. Вахромееву, а после к Российскому историческому музею). Был членом Московского археологического общества. Участвовал в работе I и IV археологических съездов.
Умер 24 декабря 1889 года в Ярославле, похоронен на Леонтьевском кладбище.

## Труды
Лествицын напечатал много историко-литературных статей и исследований о местной старине; между ними встречается немало корреспонденций и заметок о текущих событиях общественной жизни, преимущественно местной.

### По истории
Большинство напечатаны в «Ярославских губернских ведомостях».
- Об отце Киевского князя Святополка I (1854, № 39)
- Древняя география (№ 40)
- Место побоища на Сити (1868, № 41)
- Село Колокма (1869, № 6)
- Переписка Мельгунова с архиереями (1870, № 32)
- Александрова пустынь (1870, № 27)
- Лошадиный набор 1741 г. (1871, № 44)
- Романовские молельные часовни с гробницей Онуфрия юродивого (1871, № 51)
- Село Богоявленское на острову (1872, № 1—3 и 9)
- Ссылал ли Борис Годунов угличан в Пелым (1872, № 17)
- Письмо митрополита Арсения Мацеевича к императрице Елисавете Петровне (1872, № 19)
- Переписка Мельгунова с духовным ведомством (1872, № 19)
- Переписка Авраама Флоринского (1872, № 20)
- Донесение Мельгунова Екатерине II об открытии Ярославского наместничества (1872, № 22—29)
- Путешествие преосвященного Нила (1872, № 29)
- История о разорении Углича в 1611 году (1872, № 45 и 46)
- Ярославские богадельни в XVII и ХVІІІ ст. (1873, стр. 12, 24 и 35)
- Переписка патриарха Иоакима с ростовским митрополитом Ионою Сысоевичем о монашеском обете деда Петра І (там же, стр. 52, 62)
- Положение Ярославля в 1711 г. (там же, стр. 224, 237, 246, 254, 265, 275, 282, 292, 303, 327, 331, 350, 361, 372, 384, 397, 407, 417, 426, 442, 453, 465, 474, 489)
- Югская пустынь (там же, стр. 283, 293, 304, 315, 328)
- Положение Ярославского духовенства во 2-м десятилетии XVIII в. («Ярославские Епархиальные Ведомости», 1873, № 49—51, 1874, № 7, 10—13, 18, 19, 21—24, 34, 35)
- Другая редакция сказания о Спасопробоинской церкви в Ярославле (там же, № 13)
- Церкви города Ярославля в 1781 году (там же, № 38—45, 47—51)
- Несколько черт управления архиепископа Филарета Дроздова Ярославскою епархиею (там же, 1875, № 6)
- Каменевич-Рвовский, Мологский проповедник конца XVII века (там же, № 9)
- Пугачёвец в Ярославле в 1774 г. («Ярославские Губернские Ведомости», 1875, № 60, 62, 64)
- Открытие Ярославской губернии в 1777 году (Календарь Ярославской губ. на 1877 год)
- Ярославский пожар 1768 года («Ярославские Епархиальные Ведомости», 1877, № 21)
- Письмо архиепископа Авраама Шумилина (там же, 1873, № 43)
- Подложное письмо о кончине Арсения Мацеевича («Русская старина», т. XXVI, 1879, № 10, стр. 197—198)
- Патриарх Никон в Ярославской епархии («Ярославские Епархиальные Ведомости», 1880 г., № 32)
- Церкви и богадельни при Мельгунове (там же, 1880, № 36)
- Предание о царе Иване Васильевиче Грозном («Русская старина», т. ХХVIIІ, 1880, № 5)
- Донесения наместника Мельгунова Императрице Екатерине II («Ярославские Губернские Ведомости», 1881, № 30, 40, 42 и 44)
- Ростовские окрестности в 1632 году (там же, № 46)
- Село Сменцово в 1652 году (там же, 1882, № 4, 6, 7, 9 и 13)
- «Наше самоуправление» в 1805 году (там же, 1881, № 96)
- О личности храмоздателя Ярославской Надеинской церкви («Ярославские Губернские Ведомости», 1884 г., № 8, «Ярославские Епархиальные Ведомости», 1884, № 6)
- Ярославские богадельни в 1777 году («Ярославские Губернские Ведомости», 1886, № 60)
- О волжском городе Руси (там же, 1887, № 75—77 и отдельное издание)

### По археографии
- Явочные челобитные (35) 1640—1705 гг. («Ярославские Губернские Ведомости», 1854 г., № 45—49; 1857 г., № 49—52; 1858 г., № 1—7)
- Богомольные грамоты (2) 1673 и 1687 гг. (там же, 1855 г., № 2)
- Памяти Романовского святительского домового двора 1655—1701, и указы (2) Романовского духовного приказа 1715 и 1717 г. (там же, № 14)
- Указ ландрата Милюкова 1715 г. (там же, № 31)
- Указ царя Алексея Михайловича о необходимости покаяния и поучениях для того нужных со стороны духовенства (там же, № 40)
- Старинные документы Ярославского городового магистрата (грамоты, памяти, выписи с писцовых книг: о слободке Худяковой, о Тверицкой слободе, на Фрязинову пустошь, описание Ярославского гостиного двора) (там же, 1855 г., № 41—50; 1856 г., № 1—10, 19—38 ,47—52; 1857 г., № 1—4)
- Храмозданные грамоты (2) 1637 и 1659 гг. (там же, 1857 г., № 38 и 39)
- Корреспонденция из Ярославля. Поездка в Углич для разбора архива бывшего уездного суда («Иллюстрированная газета», 1869 г., № 46—47; перепечатана в «Губернских Ведомостях», № 51—52)
- Судное дело 1671 г. (там же, 1870 г., № 28)
- Документы бывшей в Рыбинском уезде Александровой пустыни (там же, 1872 г., № 1, 4, 5)
- Судное дело 1711 г. (там же, 1873 г., стр. 175)
- Челобитные Посадских людей города Романова Петру І (там же, стр. 188)
- Благословенная грамота митрополита Ионы Сысоевича 1688 г. на постройку теперешней каменной церкви Сошествия Св. Духа («Ярославские Епархиальные Ведомости», 1873 г., № 48)
- Челобитные 1712 г. из Нерехты о приходе в Ярославль с иконой (там же, 1876 г., № 16)
- Царская грамота 1690 года об отдаче Ростовскому Зачатьевскому монастырю пустой земли (там же, 1883 г., № 3)
- Ростовские варницы — пять царских грамот XVII века («Ярославские Губернские Ведомости», 1886 г., № 53, 54, 56 и 57 и отдельное издание)
- Благословенная грамота ростовского митрополита Иоасафа II 1683 года на постройку каменной церкви в селе Богородском Карабихе Ярославского уезда («Ярославские Епархиальные Ведомости», 1888 г., № 22)
- Дела наместника Мельгунова в пользу церкви в 1783—1787 гг. (там же, 1884 г., № 7)

### По археологии
- Курганы близ села Елохова («Ярославские Губернские Ведомости», 1855 г., № 15)
- Раскопки Семёновской башни и Власьевского кладбища (там же, 1864 г., № 29)
- Бывшая Борисоглебская площадь в Ярославле (там же, 1870 г., № 52)
- Угличская старина (там же, 1872 г.; № 10)
- Клад на горках (там же, 1873 г., стр. 203)
- Клад под Змановым (там же, стр. 384)
- Библиография и курганы Ярославской губернии («Древности Моск. Археолог. Общ.», 1873 г., т. III, вып. 3)
- Надписи на архиерейских гробницах в Ярославле («Ярославские Епархиальные Ведомости», 1875 г., № 6)
- 500-летняя плита (там же, № 14)
- Клад в Угличе («Ярославские Губернские Ведомости», 1880 г., № 33, 60)
- Переплавка медной монеты в Ярославле в 1801 г. (там же, 1881 г., № 88)
- Мундир маршала Даву в Ярославской губернии (там же, 1882 г. № 9)
- Бывшая Запрудная улица в Ярославле (там же, 1883 г., № 56 и отдельное издание)
- Камень-сирота 1631 года (там же, № 61)
- Сицкие курганы (там же, № 77)
- Стакан Петра І-го (там же, 1884 г., № 17)
- Изразцы XVII в. (там же, 1886 г., № 34).

### По церковной археологии
- О древнейшей церкви в Ярославле («Ярославские Губернские Ведомости» 1864 г., № 37)
- Воспоминание о здешней Томской церкви («Ярославские Епархиальные Ведомости» 1871 г., № 44)
- Надписи Спасо-Ярославского монастыря («Ярославские Губернские Ведомости», 1872 г., № 6 и 7)
- Памятник преподобного Адриана Пошехонского (там же, 1873 г., стр. 187)
- Изучение архитектуры Ярославских церквей («Ярославские Епархиальные Ведомости», 1873 г., № 44)
- Ярославский собор при митрополите Арсении (там же, № 46, 1876 г., № 15)
- Французский колокол на Водоге (1609 г.) (там же, № 9)
- Надгробные надписи Спасо-Ярославского монастыря (там же, 1877 г., № 17 и отд. брош.)
- Церковь Петра и Павла, что на Волге, в Ярославле, Ярославль 1878 г.
- Предтеченская церковь в Ярославле («Ярославские Губернские Ведомости», 1882 г., № 12)
- Стихотворные надгробия Ярославского Леонтьевского кладбища («Ярославские Епархиальные Ведомости», 1882 г., № 45)
- Голландский колокол 1646 г. («Ярославские Губернские Ведомости», 1882 г., № 99)
- Новый архиерейский дом в Ярославле в 1798—1804 гг. («Ярославские Епархиальные Ведомости», 1885 г., № 48)
- Поправка Спасского монастыря за время архиепископа Арсения (там же, 1886 г., № 12)
- Древние антиминсы Тверицкой церкви (там же, № 28)

### По библиографии
- Книжка песен Ярославского духовного сословия в XVIII веке («Ярославские Губернские Ведомости», 1854 г., № 41)
- По поводу сборника народных песен, изданного Балакиревым («С.-Петербургские Ведомости», 1867 г., № 168)
- Доселе неизвестное имя (описание рукописи об истории Ярославля, составленной во 2-й четверти текущего, то есть XIX, столетия ярославского мещанина Дм. Ив. Серебряковым) («Губернские Ведомости», 1868 г., № 1)
- Книжные новости (там же, 1869 г., № 42)
- Редкое сочинение историка Татищева (там же, 1871 г., № 11)
- Книжная новость: Дневник больного. Воспоминание о Пекарском (там же, 1872 г., № 32)
- Первая книжка Вестника Ярославского земства. Рукописные проповеди архиепископа Арсения Верещагина (там же, № 37)
- Монгольские переводы архиепископа Нила (там же, 1875 г., № 76)
- Записки солдата Памфила Назарова, во иночестве Митрофана, 1792—1839 гг. («Ярославские Епархиальные Ведомости», 1877 г., № 8). То же, см.: Русская старина, 1878. — Т. 22. — № 8. — С. 529—556. Архивная копия от 3 ноября 2013 на Wayback Machine
- Живописное соловецкое сказание («Ярославские Губернские Ведомости», 1881 г., № 81)
- Записки изографа Василия Никитина 1745 года (там же, 1882 г., № 17 и 18 и отдельное издание)
- Ярославская рукопись 1716 г. (там же, 1886 г., № 65)
- Угличская псалтырь 1485 года (там же, 1872 г., № 49).

### По искусству
- Русские гравёры («Ярославские Губернские Ведомости», 1870 г., № 29)
- Из жизни Фёдора Волкова (там же, № 30 и 31)
- Камертон священника Израилева. Наборщик Звенигородов (там же, 1872 г., № 23)
- Ярославская опера 1780 года (там же, 1873 г., стр. 72)
- «Ставленник», опера 1780 года («Русская Старина», 1875 г., июнь)

### По торговле и промышленности
- Стеклянная и хрустальная фабрики в Романове в 1765 и 1766 гг. («Ярославские Губернские Ведомости», 1871 г., № 48)
- Царская награда первому ярославскому фабриканту Затропезнову (там же, 1871 г., № 50)
- Даниловский соляной завод под Ростовом в XVII ст. (там же, 1872 г., № 9)
- Фабрика парусная и полотняная в Рыбинске в 1745 и 1771 гг. (там же, № 14)
- Начало кожевенных заводов на Яновом поле в Угличе (там же, № 15)
- Полотенное дело в Ярославле в 1711 г. (там же, 1873 г., стр. 205)